# گراب (سبزوار)
گراب، روستایی است از توابع بخش روداب و در شهرستان سبزوار استان خراسان رضوی ایران. مردم این روستا به زبان کردی صحبت می کنند.

## جمعیت
این روستا در دهستان خواشد قرار داشته و بر اساس سرشماری سال ۱۳۸۵ جمعیت آن ۶۸ نفر (۲۱ خانوار)
بوده است.